# Mendo Saraiva Lobo da Costa Pereira de Refóios
Mendo Saraiva Lobo da Costa Pereira de Refóios (Tondela, Mouraz, 3 de Janeiro de 1845 - Guarda, Vela, Casa da Vela, 14 de Fevereiro de 1901), 1.º Visconde da Vela.

## Família
Filho de Francisco Lobo Mascarenhas (1810 - ?), e de sua mulher Maria Antónia Saraiva de Sousa ou de Sousa Saraiva Mascarenhas de Refóios (8 de Abril de 1821 - ?).

## Biografia
Dele não se têm notícias pessoais.
O título de 1.º Visconde da Vela foi-lhe concedido por Decreto de D. Luís I de Portugal de 23 de Abril de 1874 e refere-se à Freguesia da Vela, no Concelho da Guarda.
Usou por Armas um escudo esquartelado, o 1.° Saraiva, o 2.° da Costa, o 3.° Pereira e o 4.° de Refóios com timbre de Saraiva e coroa de Visconde, com a legenda Saraiva Lobo.

## Casamento e descendência
Casou com Maria Adelaide Taveira de Aragão e Costa (Celorico da Beira, Linhares, 12 de Abril de 1847 - Guarda, 1 de Setembro de 1916), filha de Francisco de Pina de Aragão e Costa, da Guarda, e de sua mulher Maria do Carmo de Aragão Taveira, cunhada da 2.ª Baronesa de Tondela e tia materna do 1.º Visconde do Outeiro e 1.º Conde de Idanha-a-Nova, com geração: 
- Maria da Conceição de Pina Saraiva Lobo de Refóios (Guarda, Vela, Casa da Vela, 20 de Outubro de 1868 - ?), solteira e sem geração
- Maria Antónia de Pina Saraiva Lobo de Refóios (Guarda, Vela, Casa da Vela, 18 de Novembro de 1870 - ?), casada com José Maria Freire de Carvalho Falcão de Mendonça, Bacharel em Direito pela Faculdade de Direito da Universidade de Coimbra, Delegado do Procurador Régio da Guarda em 1894, com geração: 
  - Maria José Saraiva (3 de Março de 1905 - ?), solteira e sem geração
  - José de Pina Saraiva Freire de Carvalho Falcão de Mendonça (18 de Julho de 1906 - ?), solteiro e sem geração
  - Maria Antónia Helena Saraiva de Sousa de Refóios Freire de Carvalho Falcão de Mendonça (25 de Abril de 1909 - ?), casada com José de Albuquerque Pimentel e Vasconcelos, descendente do 1.º Barão de Fornos de Algodres
  - Maria Isabel (11 de Maio de 1911 - ?)
  - Mendo Saraiva (18 de Setembro de 1912 - ?)
- Francisco Saraiva Lobo da Costa de Refóios (Guarda, Vela, Casa da Vela, 25 de Maio de 1872 - ?), que em Monarquia seria Representante do Título de Visconde da Vela, casado com Paula del Carmen Munaiz y Garrido, com geração: 
  - Ana Maria Saraiva Lobo (11 de Agosto de 1902 - ?), casada com Marcelino Benito Briz
  - Bento Francisco Munaiz Saraiva Lobo (Marín, 14 de Setembro de 1903 - ?), que em Monarquia seria Representante do Título de Visconde da Vela
  - Maria Adelaide Saraiva Lobo (20 de Julho de 1905 - ?)
- António Saraiva Lobo da Costa de Refóios (Guarda, Vela, Casa da Vela, 19 de Outubro de 1873 - 16 de Agosto de 1962), casado com Maria dos Prazeres de Meneses de Ataíde de Abreu (16 de Setembro de 1868 - 16 de Maio de 1961), irmã do 2.º Conde de Caria, com geração: 
  - António de Meneses de Ataíde Saraiva de Refóios (Guarda, 19 de Janeiro de 1897 - ?), casado com Maria Adelaide Granado, com geração: 
    - Alexandre de Abreu Granado de Meneses de Ataíde Saraiva de Refóios (Figueira de Castelo Rodrigo, Figueira de Castelo Rodrigo, 16 de Junho de 1921 - 27 de Julho de 1999), casado com Maria Helena Jansen Verdades de Sousa Valles (Luanda, 26 de Fevereiro de 1931, com geração: 
      - Maria de Lourdes de Sousa Valles Saraiva de Refóios (27 de Outubro de 1951), casada com Vítor Manuel Ferreira da Cunha
      - António José de Sousa Valles Saraiva de Refóios (29 de Março de 1953), casado com Sofia Maria de Vasconcelos Guimarães Pinto Cardoso, descendente do 1.º Barão de Riba Tâmega e 1.º Visconde de Riba Tâmega
      - Maria Adelaide de Sousa Valles Saraiva de Refóios (9 de Agosto de 1957), casada com José Francisco Casquilho Brás da Silva
      - Paulo Alexandre de Sousa Valles Saraiva de Refóios (5 de Outubro de 1965), casado com Margarida de Gouveia Rebocho Esperança Pina

    - Maria Adelaide de Abreu Granado de Meneses de Ataíde Saraiva de Refóios (8 de Maio de 1924 - ?), casada com Paulo de Sárrea Mascarenhas Gaivão (1 de Setembro de 1915 - ?), 5.° neto duma Espanhola, 8.° neto do 14.° Senhor de la Higuera de Vargas, o qual era bisneto por varonia duma tia paterna do 1.º Marquês de Fregenal de la Sierra, e 9.° neto da 7.ª Marquesa de Espinardo

  - Maria de Lourdes de Meneses de Ataíde Saraiva de Refóios (17 de Dezembro de 1898 - ?), casada com Arnaldo Vítor Marques (Viseu - Coimbra, 30 de Setembro de 1929 - ?), com geração: 
    - Maria dos Prazeres Ataíde Abreu Saraiva Victor Marques (1 de Maio de 1920 - ?), casada com José Augusto Henrique Monteiro Torres Pinto Soares (Lisboa, 8 de Janeiro de 1917 - ?), com geração:
      - Ana Maria de Abreu Saraiva Marques Pinto Soares (1941-?), sem descendência.
      - Duarte Nuno de Ataíde Saraiva Marques Pinto Soares (1945), casado com Mabelina Maria de Oliveira Carvalho, com geração:
        - Nuno Pedro de Oliveira Carvalho Pinto Soares (1975), casado com Inês...., com geração:

      - Marta Maria Saraiva Marques Pinto Soares (1945), casada com Carlos de Souza Fernandes, com geração:
        - Alexandre Duarte Pinto Soares de Souza Fernandes (1970), casado com ...., com geração:

        - Natacha Pinto Soares de Souza Fernandes (1974), casada com ...., com geração:

    - Maria José de Meneses de Ataíde Marques (17 de Fevereiro de 1923 - 18 de Fevereiro de 1923, 1 dia)
    - Maria de Lourdes Meneses Ataíde Saraiva Marques, casada com João Pedro Sanches da Gama Archer de Carvalho, com geração: 
      - Maria Teresa Saraiva Archer de Carvalho (1951), casada com Luis Manuel da Guerra Pratas, com geração:
        - Teresa Archer de Carvalho Guerra Pratas (1983).
        - João Pedro Archer de Carvalho Guerra Pratas (1987).

      - António Vítor Saraiva Archer de Carvalho (1953), casado com Mª do Rosário Mora de Ibérico Nogueira, com geração:
        - Gustavo Manuel Ibérico Nogueira Archer de Carvalho (1975), casado com Rita Castro, com geração:

        - Maria Ibérico Nogueira Archer de Carvalho (1977), casada com Gustavo Ordonhas, com geração:
          - Francisco ... Ordonhas

      - João Saraiva Archer de Carvalho (1954?-Coimbra 1979?), solteiro, sem descendência.
      - Maria Luísa Marques Archer de Carvalho (1955), casada com António Jorge de Oliveira Mendes, com geração:
        - Maria Salomé Archer de Carvalho Oliveira Mendes (1973), com geração do casamento com Frederico ...:
          - Frederico ...

        - Luísa Catarina Archer de Carvalho Oliveira Mendes (1974).
        - Mafalda Archer de Carvalho Oliveira Mendes (1976).

      - Paulo Alexandre Saraiva Archer de Carvalho (1957), casado com Mª das Dores de Castro Athaíde Amaral (1961), sua parente, com geração:
        - Paulo Ataíde Amaral Archer de Carvalho (1988).
        - João Pedro Ataíde Amaral Archer de Carvalho (1991).
        - José Xavier Ataíde Amaral Archer de Carvalho (1994).
        - Luísa Ataíde Amaral Archer de Carvalho (2001?).

    - Vítor José de Meneses de Ataíde Marques (15 de Junho de 1926 - ?), casado com Therèse Everdina Raynal, nascida na África do Sul, com geração: 
      - Ângela Verónica Raynal de Ataíde Saraiva Marques
      - Giselle Raynal de Ataíde Saraiva Marques (1955), casada com Willhelm Otto Lampe, com geração:
        - Otto Filipe Ataíde Marques Lampe (1994).

      - Ângela Verónica Raynal de Ataíde Saraiva Marques (1956)
      - Vítor Miguel Raynal de Ataíde Saraiva Marques (1961), casado com Teresa ..., com geração:
        - Mendo ...
        - Francisco ...

      - Paula Alexandra Raynal de Ataíde Saraiva Marques (1967?), com geração:
        - Madalena ...
        - Margarida ...

    - António Abreu da Costa Saraiva Marques (Coimbra, 27 de Dezembro de 1927 - Coimbra, 24 de Abril de 1992), casado com Joana da Fonseca da Cruz Barrosa (Espinho, 7 de Março de 1933 - 17 de Outubro de 2012), com geração: 
      - Arnaldo Fonseca Barrosa Saraiva Marques (Beira, 1964 - Beira, 1964, 1 dia)
      - José Maria Fonseca Barrosa Saraiva Marques (29 de Agosto de 1965), casado com Maria Alexandra de Almeida Gonçalves, com geração: 
        - Maria Miguel de Almeida Gonçalves Saraiva Marques (12 de Fevereiro de 1995).
        - Ana Manuel de Almeida Gonçalves Saraiva Marques (24 de Abril de 1998), com geração: 
          - Victoria Marques de Oliveira (6 de Março de 2018)

      - João Miguel Fonseca Barrosa Saraiva Marques (29 de Dezembro de 1967), com geração da união com Mª de Fátima Loureiro de Matos: 
        - João Martim Loureiro de Matos Saraiva Marques (11 de Janeiro de 2012)

  - João Saraiva Lobo da Costa de Refóios (Sabugal, 4 de Outubro de 1899 - ?)
  - Mendo Saraiva Lobo da Costa de Refóios (3 de Novembro de 1900 - ?), casado com ...
  - Maria da Conceição Saraiva Lobo da Costa de Refóios (Guarda, 4 de Outubro de 1901 - ?), casada com Aurélio Augusto de Almeida, com geração: 
    - Maria Helena de Almeida (Coimbra, 30 de Maio de 1925 - Coimbra, 2006), solteira e sem geração

  - Maria dos Prazeres de Menezes Ataíde Saraiva de Refóios (Guarda, 7 de junho de 1906 - Canelas, Estarreja em 2002), casada com Albino de Sá, com geração: 
    - Albino Alexandre Domingues Ataíde Saraiva de Refóios de Sá (1931 - ?), casado com Maria Margarida Calisto Vicente, com geração: 
      - Margarida Calisto Vicente Ataíde e Sá (13-05-1964, Vera Cruz, Aveiro), casada com João Plácido Domingues (1962, Valpaços), com geração:
        - João Afonso Vicente Athaíde Plácido Domingues (10-08-2002, Figueira da Foz)

      - Maria da Graça Calisto Vicente Ataíde e Sá (1967)
      - Pedro Miguel Calisto Vicente Ataíde e Sá (1969)
- Margarida de Pina Saraiva Lobo de Refóios (Guarda, Vela, Casa da Vela, 17 de Janeiro de 1875 - ?), solteira e sem geração